# Edward Seymour, XVI duca di Somerset
Edward Seymour (Londra, 12 maggio 1860 – Londra, 5 maggio 1931) è stato un nobile britannico.

## Biografia
Era figlio del reverendo Francis Payne Seymour e di sua moglie, Jane Margaret Dallas. Suo padre era inoltre nipote del reverendo Lord Francis Seymour, quarto e ultimo figlio di Edward Seymour, VIII duca di Somerset. Dal padre ereditò il titolo di baronetto.
Seymour venne educato alla Blundell's School ed al Royal Military College, Sandhurst, aderendo in seguito ai Dublin Fusiliers nel 1880. Nel 1896 venne trasferito all'Army Ordnance Department e venne promosso al rango di maggiore dal 7 aprile 1898. Nel 1900 prestò servizio nel Royal Army Clothing Depot, col rango temporaneo di tenente colonnello dal 4 gennaio 1900. Divenne quindi ispettore dell'Army Ordnance Services, ritirandosi definitivamente dall'esericito nel 1918. Dalla morte di un suo lontano cugino, il XV duca di Somerset, nel 1923 divenne pretendente al titolo del ducato di Somerset, ma riuscì ad accedervi ufficialmente solo nel 1925.

## Matrimonio
Il 28 luglio 1881, Seymour sposò Rowena Wall, figlia di George Wall, di Colombo, Ceylon. Assieme la coppia ebbe un figlio:
- Evelyn Seymour, XVII duca di Somerset, n. 1 maggio 1882.

Rowena morì il 13 novembre 1950.